# Artemó (poeta)
Artemó, amb l'epítet Μελοποιός (Melopoios), «autor de cants», fou un poeta mèlic grec contemporani del còmic Aristòfanes. És considerat l'autor de dos epigrames de l'Anthologia Graeca.